# バリュート

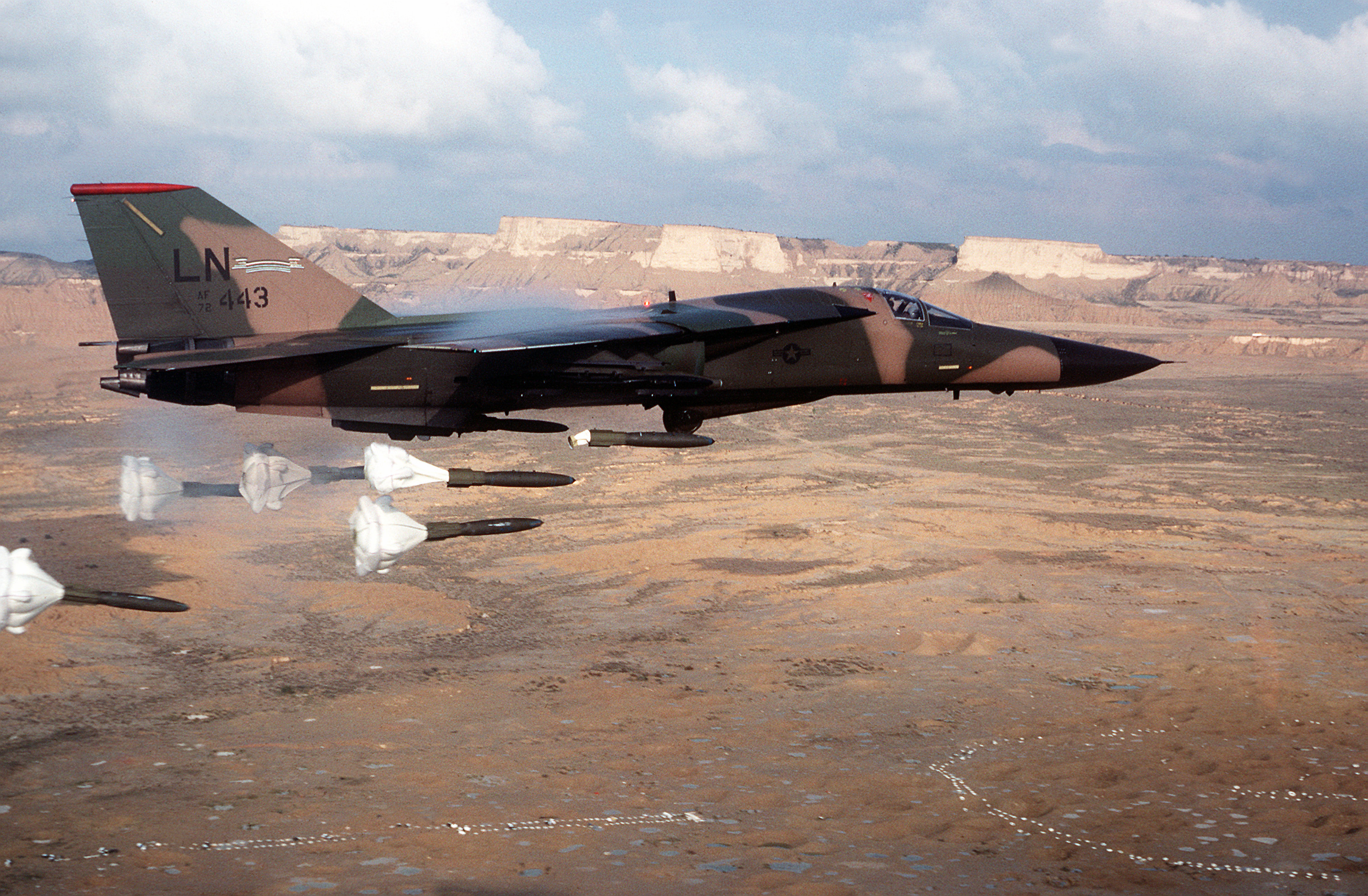
バリュートを展開しながら投下される無誘導爆弾

バリュート（英語：ballute）とは、ガスなどにより展開する袋状の大気制動装置。balloon（風船）とparachute（パラシュート）を組み合わせた造語である。高速時においてパラシュートより耐久性があるのが特徴。

## 概要
1948年にグッドイヤー社により開発された。形状は円錐形。
現代において、バリュートが多く使用されているものの一つは、航空機搭載無誘導爆弾の減速装置としてである。装置は爆弾の尾部に装備され、投下直後にガスにより、逆円錐形状の袋が展開する。この袋により大気抵抗が増大し、爆弾の投下速度が減速され、降下角度も高くなる。

## 宇宙開発への応用
アメリカ航空宇宙局(NASA)では、Hypersonic Inflatable Aerodynamic Decelerator (HIAD) 技術の一種である、傘状の膨張型大気圏再突入実験装置(IRVE)を開発に成功した。2007年と2009年、そして3号機は2012年夏に小型ロケットで試験飛行が行われた。NASAではこれを将来の火星、木星、土星などの探査機に搭載する構想がある。
Low-Earth Orbit Flight Test of an Inflatable Decelerator (LOFTID)は、同じく HIAD 技術の一種であり、IRVE の後継である。LOFTID は2022年10月10日に Atlas V にて打ち上げられ、無事回収されている。実験されたLOFTIDの傘の直径は6メートル。
欧州宇宙機関(ESA)は、IRDT(Inflatable Re-entry and Descent Technology)と呼ぶ再突入機の飛行試験を2000年から2005年にかけて4回(うち3回は潜水艦から発射するヴォルナを利用)行ったが、全て失敗に終った。IRDTは宇宙から地上へ物資を回収することを考慮して実証試験を行った。直径80cmの本体から窒素ガスを膨張させて耐熱シールドを2段階に展開することにより直径を3.8mまで広げて減速し、着地時の速度を13-15m/sまで落とすことを目指していた。
宇宙航空研究開発機構(JAXA)は、柔軟エアロシェルを有する大気突入システムの開発研究を2003年から開始し、大気突入機による観測ロケット実験を2012年8月7日に行った。実験機は外縁部のトーラスにガスを注入して直径120cmのエアロシェルを展開させて降下し、観測データを正常に取得して実験を成功させた。2017年1月16日、展開型エアロシェル実験超小型衛星「EGG」（重さ約4kg・展開時の直径約80cm）が国際宇宙ステーション「きぼう」モジュールから放出され、軌道上でのエアロシェル展開や大気圏突入の技術実証などが行われた。EGGは日本近海への誘導ができなかったため大気上層で燃え尽きる設計だったが、軌道制御エンジンを載せて地球帰還を目指す次期実験衛星（いわば「スーパーEGG」）も計画されている。

## フィクションへの登場
- 『2010年』 - 1984年の映画。木星大気を利用した制動装置として使用。
- 『機動戦士Zガンダム』 - 1985年のテレビアニメ。モビルスーツと呼ばれる架空兵器が宇宙から大気圏に突入する際の保護装置として使用。
- 『ロケットガール』 - 野尻抱介の小説。バリュートの派生形といえる、ロガロ翼形状の極超音速カイトを大気圏再突入に使用。
- 『ひまスペ兎!(≧ω≦)』 - 中島諭宇樹の漫画。パラフォイル形の展開エアロシェルを軌道上からのスカイダイビングに使用。